# Rachel Keller
Rachel Rye Keller (Los Angeles, 25 december 1992) is een Amerikaanse actrice.

## Biografie
Keller werd geboren in Los Angeles en groeide op in Saint Paul, Minnesota. Ze volgde de opleiding aan het Saint Paul Conservatory for Performing Artists en studeerde in 2014 af aan de Carnegie Mellon University.
Keller begon haar carrière met rollen in verschillende korte films en gastrollen in de televisieseries The Mentalist en Supernatural. Keller kreeg brede erkenning voor haar terugkerende rol als Simone Gerhardt in het tweede seizoen van de FX-anthologietelevisieserie Fargo.
Tussen 2017 en 2019 speelde ze de rol van Sydney "Syd" Barrett, de vrouwelijke hoofdrol in de FX-serie Legion. In 2019 speelde Keller de rol van Cassandra Pressman in de Netflix-serie The Society. In 2022 had ze een hoofdrol in de HBO Max-serie Tokyo Vice, ter vervanging van Odessa Young.

## Filmografie

### Film
| Jaar | Titel                     | Rol            | Opmerkingen |
| ---- | ------------------------- | -------------- | ----------- |
| 2012 | I Still Adore You         | Cigarette Girl | Korte film  |
| 2012 | Flutter                   | Kaylin         | Korte film  |
| 2014 | Hollidaysburg             | Tori           |             |
| 2016 | Wig Shop                  | Shoshana       | Korte film  |
| 2018 | Write When You Get Work   | Ruth Duffy     |             |
| 2018 | Diddie Wa Diddie          | Janet          | Korte film  |
| 2019 | In the Shadow of the Moon | Jean           |             |
| 2020 | House Sit                 | Catherine      | Korte film  |
| 2022 | A Man Called Otto         | Sonya          |             |
| 2022 | Butcher's Crossing        | Francine       |             |
| 2023 | Chestnut                  | Tyler          |             |

### Televisie
| Jaar      | Titel         | Rol                  | Opmerkingen                        |
| --------- | ------------- | -------------------- | ---------------------------------- |
| 2015      | The Mentalist | Anne                 | Aflevering: "White Orchids"        |
| 2015      | Supernatural  | Sister Mathias       | Aflevering: "Paint It Black"       |
| 2015      | Fargo         | Simone Gerhardt      | 7 afleveringen                     |
| 2017–2019 | Legion        | Sydney "Syd" Barrett | Hoofdrol, 27 afleveringen          |
| 2019      | The Society   | Cassandra Pressman   | 3 afleveringen                     |
| 2020      | Dirty John    | Linda Kolkena        | Hoofdrol seizoen 2, 8 afleveringen |
| 2022–2024 | Tokyo Vice    | Samantha             | Hoofdrol, 18 afleveringen          |

- Library of Congress Control Number: no2016042858
- Virtual International Authority File: 6146095176900370961
- WorldCat: E39PBJxCw4mxQTXGP86qm7TmBP